# Bopfingen
Bopfingen är en kommun och ort i Ostalbkreis i regionen Ostwürttemberg i Regierungsbezirk Stuttgart i förbundslandet Baden-Württemberg i Tyskland.
Kommunen ingår i kommunalförbundet Bopfingen tillsammans med och kommunerna Kirchheim am Ries och Riesbürg.